# 長崎県立島原高等学校
長崎県立島原高等学校は、島原半島東部、長崎県島原市城内二丁目にある公立高等学校。地元では「島高」（しまたか、しまこう）と呼ばれる。

## 概要
歴史
1900年（明治33年）に開校した「長崎県立島原中学校」（旧制中学校）を前身とする。この当時、県立中学校（旧制中学校）は長崎市に1校（長崎県立長崎中学校）のみで、大村の玖島学館（現長崎県立大村高等学校）と平戸の猶興館（現長崎県立猶興館高等学校）は旧藩主の出資によるもの（私立）であった。島原地方の要望をうけた当時の南高来郡長、松原英義が中学設立に奔走し、実現に至った。校地には旧島原藩主の松平忠和より邸宅敷地が与えられた。2010年（平成22年）に創立110周年を迎えた。
校是
「文武両道」
スローガン
「輝け！★21世紀の旗手・青き楓たち」
教育方針
1. 和衷協同のもと、伝統ある校風の継承・発展に努め、誇り高く向上心盛んな活気溢れる学校をつくる。
2. 師弟同行のもと、文武両道の修練に励み、心身ともに健康で豊かな教養を備えた人間を育てる。

校章
1949年（昭和24年）に公募され、在校生の作品が校章となった。可能性を秘めた若さを表すために緑色の楓の葉を背景に「高」の文字を置いている。
校歌
1949年（昭和24年）に制定。作詞は詩人の宮崎康平、作曲は大沢寿人（関西交響楽団の指揮者）による。3番まであり、各番とも「島原高校　あゝ我等が母校」で終わる。
校舎
1931年（昭和6年）に完成。ゴシック様式。
課程・学科および特色
全日制課程 2学科
- 普通科
  - 1年次 - 地歴・芸術の選択でクラス編制。
  - 2年次 - 文系・理系のコースに分かれる。
  - 3年次 - 文系は更に文Ⅰコースと文Ⅱコースに分けて指導を行う。理系コースはそのまま。

- 理数科
  - 理科・数学に高い関心や適性を持つ生徒対象の学科
  - 1 年次から理科・数学・英語に重点を置き、理科3 科目にも対応。地学研修 ジオパークについての学習 山登り 課題研究、研究所・企業訪問、大学教授や大学院生による実験・講義等、校内外における体験的・問題解決的な学習の充実も図っている。SPP（サイエンス・パートナーシップ・プロジェクト）や理数科研修旅行などの特色ある行事が実施されている。

定時制課程（夜間部）1学科
- 普通科

島原半島にある高等学校の中で唯一の定時制。本来4年で修了となるが、長崎県立鳴滝高等学校の通信制を利用し同時に学習すると、3年での卒業が可能（定通併修制度）。
学級数・生徒数
全日制課程 （2011年（平成23年）4月現在）
- 1学年 - 6学級（普通科5＋理数科1）239名
- 2学年 - 7学級（普通科6＋理数科1）265名
- 3学年 - 7学級（普通科6＋理数科1）272名
- 合計 - 20学級　776名

定時制課程 （2011年（平成23年）4月現在）
- 1学年～4学年まで各1学級、計4学級。生徒総数は59名。

通学手段
徒歩、鉄道（島原鉄道）、バス（島鉄バス）、自転車、原付バイク
制服
- 全日制課程 - 男子は黒の学生服（学ラン）、女子は紺色のブレザー。運動着（ジャージ）・帽子の色は「赤」
- 定時制課程 - ない。

## 沿革
長崎県立島原中学校（旧制中学校）
- 1900年（明治33年）4月 - 「長崎県立島原中学校」として開校。校長1名（年俸900円）、教員5名（月20～60円）、監査役1名、小使[3]2名でのスタート。入学試験は4月中旬に実施。
- 1923年（大正12年） - 創立20周年に際し、同窓生の寄付により、図書館として「八角堂」が完成。[4]
- 1931年（昭和6年）
  - 8月 - ゴシック様式の新校舎（現校舎）が完成。
  - 11月 - 体操場（武道場）が完成。[5]
  - この当時、正門前には農園があり、授業の一環として園芸実習が行われていた。現在は自転車置き場、弓道場となっている。
- 1947年（昭和22年）4月 - 学制改革により、併設中学校（新制）を設置し、旧制中学校の2・3年生を収容。生徒募集を停止し、4・5年生はそのまま旧制中学校に在籍。
- 1948年（昭和23年）4月 - 学制改革により、「長崎県立島原高等学校」（新制高等学校、男子校）が発足。
  - 併設中学校卒業生が高校1年生、旧制中学校5年生が高校2年生、旧制中学校卒業生（希望者）が高校3年生となる。

長崎県立島原高等女学校
- 1901年（明治34年）5月 - 「女子手芸学校」が開校。

清水作次郎が、男子教育のための島原中学校が開校された際、女子教育の必要性を痛感し、私財を投じて設立。元島原藩主の門前にある広場（現・島原市立第一小学校 校庭）に校舎を新築。当初4学級、定員80名。学科は本科と技芸科を設置。
- 1912年（明治45年）4月 - 「私立島原実科高等女学校」と改称。
- 1914年（大正3年）4月 - 南高来郡に移管し、「南高来郡立島原実科高等女学校」と改称。
- 1919年（大正8年）4月 - 修業年限を4年とし、定員200名となる。
- 1920年（大正9年）4月 - 長崎県に移管し、「長崎県島原高等女学校」と改称。
- 1922年（大正11年）4月 - 「長崎県立島原高等女学校」と改称。
- 1936年（昭和11年）- 島原城堀端の場所[8]に改築移転。
- 1947年（昭和22年）4月 - 学制改革により、併設中学校（新制）を設置し、高等女学校の2・3年生を収容。生徒募集を停止し、4年生はそのまま高等女学校に在籍。
- 1948年（昭和23年）4月 - 学制改革により、「長崎県立島原女子高等学校」と改称。併設中学校卒業生が高校1年生、高等女学校卒業生（希望者）が高校2年生となる。

長崎県立島原商業学校
- 1941年（昭和16年）4月 - 「長崎県立島原商業学校」が開校。第1回の入学者は20名。校舎は島原高等女学校の旧校舎を利用。
- 1944年（昭和19年）4月 - 教育ニ関スル戦時非常措置方策により、「長崎県立島原工業学校[9][10]」に転換。
- 1946年（昭和21年）4月 - 「長崎県立島原商業学校」と改称（復帰）。
- 1947年（昭和22年）4月 - 学制改革により、併設中学校（新制）を設置し、商業学校の2・3年生を収容。生徒募集を停止し、4年生はそのまま商業学校に在籍。
- 1948年（昭和23年）4月 - 学制改革により、「長崎県立島原商業高等学校」と改称。併設中学校卒業生が高校1年生、商業学校卒業生（希望者）が高校2年生となる。

新制 長崎県立島原高等学校（共学）
- 1948年（昭和23年）11月 - 長崎県立島原高等学校、島原女子高等学校、島原商業高等学校が統合され、男女共学の「長崎県立島原高等学校」となる。併設中学校も統合。
  - 普通科、商業科、家庭科を設置し、県下最大の総合高等学校となった。
    - 高等学校41学級・生徒数1982名、併設中学校12学級・生徒数709名。教職員87名。
    - 校舎は2校舎制をとり、従来の島原高等学校（旧制島原中学校）の校舎を第一校舎、高等女学校（現在の島原商業高等学校）の校舎を第二校舎とし、生徒は休み時間ごとに2つの校舎を行き来していた。
- 1949年（昭和24年）
  - 3月31日 - 併設中学校を廃止。
  - 5月25日 - 昭和天皇が行幸（昭和天皇の戦後巡幸）[11]。校庭が「島原市奉迎場」となった[12]。
  - 6月7日 - 本校に定時制課程を設置。（入学生51名）またこの年、以下の定時制分校5校を設置。
  - 6月 - 有家分校（ありえ）を設置。
  - 7月 - 神代分校（こうじろ）、西有家分校（にしありえ）を設置。
  - 8月 - 堂崎分校（どうざき）、多比良分校（たいら）を設置。
- 1955年（昭和30年）4月 - 有家、西有家、堂崎分校が分離独立し、長崎県立島原南高等学校となる。
- 1956年（昭和31年）
  - 4月 - 商業科、家庭科が分離独立し、長崎県立島原商業高等学校となる。
  - 11月 - 多比良分校が国見分校に改称。
- 1964年（昭和39年）4月 - 国見、神代分校が統合し、全日制の分校となる。
- 1967年（昭和42年）4月 - 全日制分校が分離独立し、長崎県立国見高等学校となる。
- 1974年（昭和49年）3月 - 八角堂を解体。
- 1987年（昭和62年）7月 - 体操場（武道館）を解体。
- 1991年（平成3年）
  - 6月
    - 大火砕流発生による道路・線路一部区間不通で、南目[13]地区の生徒が登校不能となり、休校や数か所に分かれての集合・自学、夏季休業の1か月繰り上げといった臨時的措置がとられた。
    - 1学期の終業式を北目[14]は長崎県立国見高等学校体育館にて、南目は長崎県立島原南高等学校[15]の体育館で行った。

  - 7月22日 - 校舎に全生徒が登校し、授業再開。南目の生徒は船での登下校となった。
  - 10月12日  - 路線バス、不通だった区間の運行を再開。
  - 12月27日 - 島原鉄道、不通だった区間の運行を再開。これによりほぼ大火砕流前の学校に戻る。
- 2001年（平成13年） - 100周年記念館（同窓会館）「秋岳館」が完成。
- 2003年（平成15年）4月 - 理数科を設置。
- 2010年（平成22年）-創立110周年を機に体育祭と文化祭を合わせて「青楓（せいふう）[16]祭」とする。マスコットキャラクター（ふうちゃん）が完成。
- 2011年（平成23年）-創立110周年記念石碑を「秋岳館」前に設置。
- 2022年（令和4年）4月1日 - 普通科（5学級）、理数科（1学級）を普通科（4学級）、文理探究科（2学級）に改編(予定)[17]。

## 学校行事
全日制課程
- 進路
  - 同窓生講師による「島高青楓塾」
  - 早朝読書
  - 出張講座進路講演会コース説明会
  - 高大連携講座
  - 東大金曜講座
  - 雲仙合宿(1年)
  - 南風楼合宿（3年）
  - 難関校対策チーフ連絡会部活動支援学習会
- 地域連携ボランティア活動
  - 雲仙百年の森記念植樹
  - 芸術鑑賞会
  - 小高連携ボランティア活動（1・2年）
  - 森岳城清掃活動
  - 異世代交流ふれあい体験（1・2年）
  - 部活動生による地域清掃ボランティア
  - 福祉ボランティア（1年）

- 運動・文化
  - 青楓祭（体育祭・文化祭）（9月）
  - まゆやまロード健脚大会 マラソン大会 (毎年交代)
  - 芸術鑑賞会定期演奏会（管弦楽・合唱）

定時制課程
- 1学期 - 新入生歓迎バスハイク、全国定通大会県予選
- 2学期 - 中地区体育大会、薪能ボランティア参加、ケーキ作り
- 3学期 - 餅つき大会（兼・新規成人祝賀式）、予餞会、キャンドル卒業式

## 部活動
全日制課程
運動部
- バスケットボール部（男女）
- バレーボール部（男女）
- サッカー部
- ラグビー部
- ソフトテニス部（男女）

- 野球部
- 陸上部（男女）
- レスリング部
- 体操部（男女）
- 剣道部（男女）

- 弓道部（男女）
- テニス（硬式）部（男女）

文化部
- 語学部
- 文芸部
- 合唱部
- 管弦楽部

- 美術部
- 写真部
- 理学部
- 茶道部

生徒会直属
- 応援部
- 図書部
- 放送部

定時制課程
- バドミントン部

## 関連組織
PTA活動
PTA総会、学年PTA、学級懇談会、部活動保護者会、三者面談、PTA研修（大学・高校等訪問）
同窓会
「島高同窓会」と称する。長崎市（長崎普賢会）、福岡県（福岡普賢会）、関西、関東、有明町に支部を置く。

## 著名な出身者
あ
- 岩本正和 - 東京工業大学名誉教授、元北海道大学触媒化学研究センター長、元触媒学会会長、紫綬褒章
- 植木雅俊 - 仏教思想研究家、第62回毎日出版文化賞（2008年）、第11回パピルス賞（2013年）
- 太田一也 - 火山学者、九州大学名誉教授

か
- 加藤寛治 - 衆議院議員、農林水産副大臣
- 鐘ヶ江管一 - 元島原市長
- 河野秋武 - 俳優
- 草野仁 - フリーアナウンサー（元NHKアナウンサー）※長崎県立長崎西高等学校へ転校

さ
- 佐藤青南 - 作家
- 佐藤倫子 - 名古屋テレビアナウンサー

た
- 田口長治郎 - 参議院議員、衆議院議員、参議院内閣委員長

な
- 中村利次 - 参議院議員
- 中村法道 - 元長崎県知事

は
- 平田敬一郎 - 大蔵事務次官、日本開発銀行総裁
- 福田信昭 - 俳優、声優
- 古川隆三郎 - 島原市長、元島原市議会議員

ま
- 松尾造酒蔵 - 牧師、横須賀学院理事長
- 松本正夫 - 郵政・総務官僚
- 水田かかし - 漫談師
- 宮崎輝 - 旭化成工業社長
- 宮﨑香蓮 - 女優
- 宮崎康平 - 古代史研究家、島原鉄道常務取締役
- 村田重治 - 海軍大佐

や
- 芳川赳 - 美術評論家

わ
- 渡辺舞 - 長崎放送リポーター→NHK熊本放送局契約キャスター

## アクセス
最寄りの鉄道駅
島原鉄道島原鉄道線：島原駅徒歩約10分
最寄りのバス停
島鉄バス 「島原駅前」バス停下車後徒歩約10分、「文化会館前」バス停徒歩約3分（通学時間帯のみ）
最寄りの国道
国道251号島原街道

## 周辺
- 島原城
- 島原武家屋敷街
- 長崎県立島原商業高等学校
- 島原市立第一中学校
- 島原市立第一小学校
- 島原市役所
- 島原振興局